# سوسکچه آنوموفثالمینی
آنوموفثالمینی (نام علمی: Anomophthalmini) نام یک تبار از تیره سوسکچه‌های خرطوم‌دار است.